# Риторика у театрі
Риторика
Як мистецтво пишномовства й переконання риторика посідає в театрі окреме місце, оскільки вона є сукупністю текстуального й сценічного повідомлення.
У трактатах з риторики(риторики Квінтіліана й Цицерона)ораторське мистецтво автори порівнюють з акторським. Доктрина презентації пластики та її пишномовності безпосередньо дотична до акторського мистецтва переконання (Quintilianus. «Institutio oratoria»). У трактатах про жести ΧVIII ст. повторено цю доктрину. Голосом оратора й актора керують принципи ясності та експресивності: систематизовано погляд, позиції голови, рухи руками. Мета жестів — підкреслити слова, а не матеріальний світ. На мистецтво актора часто впливають ці поради.
1. Риторика класичного тексту
У класичному тексті (ΧVII-ΧVIII ст.)масово використовували дискурси із залученням численних стилістичних фігур. Тут зустрічаємо три основні жанри риторики — показ, обговорення, судження:
1. Показ — показ фактів з описом подій: сюди належить експозиція, оповіді, класичні дискурси.
2. Обговорення — персонажі чи конфліктуючі сторони намагаються переконати табір супротивника, обстояти свою позицію й вирішити справу на власну користь. Одне слово, сцену часто задумували як трибуну для винесення суперечок на суд публіки-судді.
3. Судження — саме судження стають остаточними вирішеннями конфліктів, розподіляють ролі між стороною звинувачення та стороною захисту, виділяють рушійні сили (суб'єкт) — супротивників суддів (актантна модель). Деякі риторики класичного театру ділять п'єсу на такі частини: — патетична експозиція (епічність); — словесний двобій (драматичність); — пететична катастрофа (штучність).

2. Риторика сучасного театру й сцени
Починаючи від ΧIΧ ст., пошук у тексті загальних риторичних засобів стає дедалі складнішим: дискурси вже не будуються за єдиною моделлю чи єдиним чітко окресленим ідеологічним задумом; вони порушують норму попередніх текстів і утворюють нову риторику, яка постійно трансформується. Сучасні постави (зокрема, п'єс класичних драматургів) наново повторюють риторику презентації тексту та гри. Замість психологізації дискурсу з метою створення ілюзії його правдивості акцентується конструктивний і літературний характер тексту, розкривається його цілісний механізм: ритмічна декламація олександрійського вірша, наполягання на літературній архітектоніці фрази (у Вільєж'є), штучна дистанція між текстуальним означальним (план вираження) і означеним (план змісту) (у Месґіша), демонстрація художнього засобу, сценічна візуалізація стосунків між персонажами, тобто фігури, які є «формою трагічної функції», пошук штучної дикції (Вітез). Гра актора, який начебто цитує текст, претендує не на психологічну правдивість, а лише на її коли. Відтак маємо справу з абсолютною протилежністю риторики переконання, коли актор усіма способами намагається підтримати спілкування з глядачем (глибоко затаєна гра, промовисті паузи, фальшиві натяки на початку монологу тощо). Риторика дає, зокрема, модель опозиції «метафора/метонімія», що є вирішальним фактором розуміння функціонування основних сценічних фігур"